# Cryptanusia varia
Cryptanusia varia is een vliesvleugelig insect uit de familie Encyrtidae. De wetenschappelijke naam is voor het eerst geldig gepubliceerd in 1927 door Girault.